# Fredrik August II av Oldenburg
Fredrik August II av Oldenburg, född 16 november 1852 i Oldenburg , död 24 februari 1931 i Rastede, var son till Peter II av Oldenburg. Han abdikerade som storhertig av Oldenburg 11 november 1918.
Gift i Berlin 1878 med Elisabeth av Preussen (1857-1895), dotter till Fredrik Karl av Preussen. Han ingick ett andra äktenskap i Schwerin 1896 med Elisabeth, hertiginna av Mecklenburg-Schwerin (1869-1955) (makarna levde separerade från omkring 1908).

## Barn
- Sophie Charlotte (1879–1964); gift 1:o 1906 med Eitel Fredrik av Preussen (1883–1942) (skilda 1926); gift 2:o 1927 med Harald von Hedemann (1887–1951)
- Margarete (1881–1882)
- Nikolaus av Oldenburg, arvstorhertig av Oldenburg (1897–1970); gift 1:o 1921 med Helene av Waldeck och Pyrmont (1899–1948); gift 2:o 1950 med Anne-Marie von Schutzbar genannt Milchling (1903–1991)
- Ingeborg Alix (1901–1996); gift 1921 med Stephan av Schaumburg-Lippe (1891–1965)
- Altburg (1903–2001); gift 1922 med Josias av Waldeck och Pyrmont (1896–1967)

## Utmärkelser
- Riddare av Serafimerorden, 12 juli 1912.[1]